# 히타치시
히타치시(일본어: 日立市, 문화어: 히따찌시)는 일본 이바라키현 북부에 있는 시이다. 7세기부터 장기에 걸쳐 스케가와(助川)라는 이름이었다. 히타치라는 이름은 1910년에 오다이라 나미헤이가 이 도시에서 세운 히타치 제작소 덕분에 전 세계에 알려졌다.

## 역사
약 3만 년 전부터 이 지역에 사람이 거주했다고 여겨진다.
히타치가 처음으로 문헌에 등장하는 것은 "히타치국 풍토기"이다. 7세기 전반 히타치시는 타가 쿠니노미야쯔코(高国造)의 남쪽이었으며, "스케가와"(일본어: 助川)라고 했다. 다가 쿠니노미야쯔코는 7세기 중엽에 기쿠타 쿠니노미야쯔코(菊多国造), 이와키 쿠니노미야쯔코(石城国造)와 합병하여 다가국(일본어: 多珂国)이 되었다. 다가국은 현재 히타치시에서 오쿠마까지 확산된 연안 지역이었지만, "히타치국 풍토기"에서 오쿠마는 "쿠마"(일본어: 苦麻)와 "길의 엉덩이"라고 한 반면, 히타치시는 "스케가와"와 "길의 입"이라고 했다.
센고쿠 시대에는 사타케씨의 영토였다.
그러나 에도 시대가 되면서 사타케씨가 데와국 아키타의 다이묘로 바뀌면서 대신해 미토번의 영토에 들어갔다. 1695년 9월 도쿠가와 미쓰쿠니가 간노미네 신사에 참배했을 때 바다에서 아침 해가 뜨는 모습을 보며 "아침 해가 솟아 오르는 모습이 영내 제일"이라며 일대를 히타치라고 명명했다.
1836년에는 스케가와 해방성(助川海防城)이 건설되어 쇄국 정책 속에서 외국 선박을 감시하는 기능을 맡았다.
- 1897년 2월 25일 - 조반선 스케가와역(현 히타치역)이 개업하였다.
- 1905년 - 구하라 후사노스케에 의한 히타치 광산 개발과 함께 광산 마을로 발전을 시작해 그 종업원인 오다이라 나미헤이가 설립한 히타치 제작소의 규모 확대로 공업도시로 발전했다.
- 1914년 12월 - 히타치 광산에서 배출되는 연기 피해 대책으로 대굴뚝이 완성되었다.
- 1939년 9월 1일 - 다가군의 히타치정과 스케가와정이 합병해 히타치시가 되었다.
- 1945년 - 함포 사격(7월 17일)과 히타치 공습(6월 10일과 7월 19일의 2회)으로 피해를 입었다.
- 1955년 2월 15일 - 다가군 다가정, 히다카촌, 구지군 구지정, 사카모토촌, 히가시오자와촌, 나카사토촌을 편입하였다.
- 1956년 9월 20일 - 다가군 도요우라정을 편입하였다.
- 1993년 2월 19일 - 시의 상징인 대굴뚝이 무너졌다.
- 2004년 11월 1일 - 다가군 주오정을 편입하였다.
- 2011년 3월 11일 - 동일본 대지진으로 진도 6강을 기록하였다.

## 지리
아부쿠마 산지 남단에 위치하며, 태평양과 아부쿠마 산지(타가 산지) 사이에 끼인 좁은 평야에 남북으로 길게 시가지가 발전하고 있다. 시가지의 상당수는 히타치 제작소 및 그 관련 시설이 차지하고 있기 때문에 산지를 개간해 조성한 주택지가 많다.
히타치시에서 요노모리까지 이어진 아부쿠마 산지보다 바다와 인접한 지역은 20세기 전반에 광산 지대로 발전한 역사를 가지고 있고, 이 히타치시 또한 구리 광산으로 발전하였다. 따라서 지리적, 역사적으로는 남쪽의 미토시와 북쪽의 이와키시 양쪽과 모두 연관이 있다.
대체로 조반선의 역을 기준으로 각 지구가 형성되어 있고 오미카, 시모마고(타가), 스케가와, 오기쓰, 주오 등 국도 6호선 연선과 나카사토 등 국도 349호선 연선으로 나눌 수 있다. 나카사토 지구는 같은 국도 349호선 연선에 있는 히타치오타시와의 교류가 많다.
남북으로 길게 뻗은 해안선이 있고 이곳에 6개의 해수욕장이 있다. 명승지로는 다마다레노 폭포와 스와 매화나무 숲 등이 있다. 시내 각지에서 벚꽃을 많이 볼 수 있어 "일본 벚꽃 명소 100선"에도 선정되었다.
북서부의 히타치 광산에는 1914년에 연기 피해 대책으로 높이 155.7m의 대굴뚝이 지어져 광공업 도시 히타치의 상징으로 오랫동안 사랑받았다. 이 대굴뚝은 1993년 2월 19일에 분 강풍과 노후화의 영향으로 갑자기 붕괴해 현재는 높이가 54m이다.

### 기후
이바라키현에 속해 있지만 아부쿠마 산지와 태평양 사이에 있기 때문에 기후는 미토나 가시마 등 이바라키현 연안보다는 후쿠시마현 하마도리의 오나하마나 히로노와 유사한 편이다.
| 히타치시의 기후                                              | 히타치시의 기후 | 히타치시의 기후 | 히타치시의 기후 | 히타치시의 기후 | 히타치시의 기후 | 히타치시의 기후 | 히타치시의 기후 | 히타치시의 기후 | 히타치시의 기후 | 히타치시의 기후 | 히타치시의 기후 | 히타치시의 기후 | 히타치시의 기후 |
| 월                                                           | 1월             | 2월             | 3월             | 4월             | 5월             | 6월             | 7월             | 8월             | 9월             | 10월            | 11월            | 12월            | 연간            |
| ------------------------------------------------------------ | --------------- | --------------- | --------------- | --------------- | --------------- | --------------- | --------------- | --------------- | --------------- | --------------- | --------------- | --------------- | --------------- |
| 역대 최고 기온 °C (°F)                                       | 17.2 (63.0)     | 23.2 (73.8)     | 25.0 (77.0)     | 29.1 (84.4)     | 30.6 (87.1)     | 33.6 (92.5)     | 37.4 (99.3)     | 37.0 (98.6)     | 35.8 (96.4)     | 33.5 (92.3)     | 24.9 (76.8)     | 24.7 (76.5)     | 37.4 (99.3)     |
| 일평균 최고 기온 °C (°F)                                     | 9.1 (48.4)      | 9.2 (48.6)      | 11.8 (53.2)     | 16.3 (61.3)     | 20.2 (68.4)     | 23.0 (73.4)     | 26.9 (80.4)     | 28.5 (83.3)     | 25.6 (78.1)     | 20.8 (69.4)     | 16.3 (61.3)     | 11.5 (52.7)     | 18.3 (64.9)     |
| 일일 평균 기온 °C (°F)                                       | 4.6 (40.3)      | 4.8 (40.6)      | 7.5 (45.5)      | 12.1 (53.8)     | 16.3 (61.3)     | 19.6 (67.3)     | 23.4 (74.1)     | 25.0 (77.0)     | 22.0 (71.6)     | 17.1 (62.8)     | 12.1 (53.8)     | 7.2 (45.0)      | 14.3 (57.8)     |
| 일평균 최저 기온 °C (°F)                                     | 0.2 (32.4)      | 0.4 (32.7)      | 3.1 (37.6)      | 7.8 (46.0)      | 12.6 (54.7)     | 16.6 (61.9)     | 20.6 (69.1)     | 22.3 (72.1)     | 19.1 (66.4)     | 13.6 (56.5)     | 8.0 (46.4)      | 2.8 (37.0)      | 10.6 (51.1)     |
| 역대 최저 기온 °C (°F)                                       | −6.2 (20.8)     | −6.9 (19.6)     | −3.7 (25.3)     | −1.9 (28.6)     | 3.7 (38.7)      | 9.1 (48.4)      | 13.0 (55.4)     | 15.2 (59.4)     | 10.8 (51.4)     | 3.7 (38.7)      | −1.1 (30.0)     | −3.9 (25.0)     | −6.9 (19.6)     |
| 평균 강수량 mm (인치)                                        | 56.4 (2.22)     | 52.4 (2.06)     | 107.4 (4.23)    | 131.4 (5.17)    | 164.2 (6.46)    | 159.8 (6.29)    | 162.6 (6.40)    | 125.4 (4.94)    | 179.1 (7.05)    | 188.5 (7.42)    | 78.8 (3.10)     | 49.8 (1.96)     | 1,455.7 (57.31) |
| 평균 강수일수 (≥ 1.0 mm)                                     | 5.2             | 5.6             | 9.6             | 10.6            | 11.3            | 12.4            | 12.5            | 8.6             | 11.0            | 11.0            | 7.0             | 5.6             | 110.4           |
| 평균 월간 일조시간                                           | 200.0           | 184.9           | 187.7           | 189.5           | 181.4           | 136.3           | 153.7           | 179.2           | 138.2           | 144.1           | 161.1           | 186.6           | 2,046.8         |
| 출처: 일본 기상청 (평년값: 1991년~2020년, 극값: 1978년~현재) |                 |                 |                 |                 |                 |                 |                 |                 |                 |                 |                 |                 |                 |

## 교통

### 철도
- 동일본 여객철도 조반선

### 도로
- 조반 자동차도
- 국도 제6호선
- 국도 제245호선
- 국도 제293호선
- 국도 제349호선
- 국도 제461호선

## 인구
| 연도 | 인구    | ±%     |
| ---- | ------- | ------ |
| 1950 | 132,124 | —      |
| 1960 | 172,232 | +30.4% |
| 1970 | 202,856 | +17.8% |
| 1980 | 215,489 | +6.2%  |
| 1990 | 215,069 | −0.2%  |
| 2000 | 193,129 | −10.2% |
| 2010 | 174,026 | −9.9%  |

## 자매 도시
- 미국 앨라배마주 버밍햄
- 뉴질랜드 타우랑가

## 같이 보기
- 다가군
- 조반 탄전
- 구하라 후사노스케
- 아유카와 기스케
- 오쿠마정